# زد و بند
 زد و بند فیلمی به کارگردانی و نویسندگی داوود نوروزی و تهیه‌کنندگی مقصود جباری محصول سال ۱۳۹۹ است. این فیلم در سی و نهمین دوره جشنواره فیلم فجر حضور دارد.